# آنترا (ژرس)
آنترا (به فرانسوی: Antras) یک کمون در فرانسه است که در canton of Jegun واقع شده‌است. آنترا ۶٫۵۹ کیلومتر مربع مساحت دارد ۲۱۸ متر بالاتر از سطح دریا واقع شده‌است.